# ماتيو بولياك
ماتيو بولياك (10 سبتمبر 1989 بزغرب في كرواتيا - ) هو لاعب كرة قدم كرواتي في مركز الوسط. شارك مع منتخب كرواتيا تحت 19 سنة لكرة القدم. أما مع النوادي، فقد لعب مع نادي دينامو زغرب ونادي لوكوموتيفا.

## وصلات خارجية
- ماتيو بولياك على موقع الاتحاد الدولي (مؤرشف)  (الإنجليزية)
- ماتيو بولياك على موقع اتحاد كرواتيا (الكرواتية)
- ماتيو بولياك على موقع قاعدة بيانات كرة القدم.إي يو (الإنجليزية)
- ماتيو بولياك على موقع Soccerway.com (الإنجليزية)